# Соболевка (Калузька область)
Соболевка (рос. Соболевка) — присілок в Сухиницькому районі Калузької області Російської Федерації.
Населення становить 305 осіб. Входить до складу муніципального утворення Присілок Соболевка.

## Історія
Від 2004 року входить до складу муніципального утворення Присілок Соболевка

## Населення
| 2002 | 2010 |
| ---- | ---- |
| 360  | ↘305 |